# Entedon marginalis
Entedon marginalis är en stekelart som beskrevs av Askew 2001. Entedon marginalis ingår i släktet Entedon och familjen finglanssteklar.
Artens utbredningsområde är:
- Bulgarien.
- Spanien.

Inga underarter finns listade i Catalogue of Life.